# Hidrènids
Els hidrènids (Hydraenidae) són una família de coleòpters polífags de las superfamília dels estafilinoïdeus amb una distribució cosmopolita. Es coneixen uns 42 gèneres i unes 1600 espècies.
Viuen a l'aigua dolça i són de mida molt petita, generalment fan 1-3 mm de llargada (encara que algunes espècies arriben a fer 7 mm) amb antenes en forma de pal de golf. No neden bé i normalment es troben sobre la vegetació dels marges. La majoria són fitòfags però unes poques espècies són sapròfagues o depredadores. Les seves larves no són aquàtiques, però que viuen prop de l'aigua.

## Subfamílies

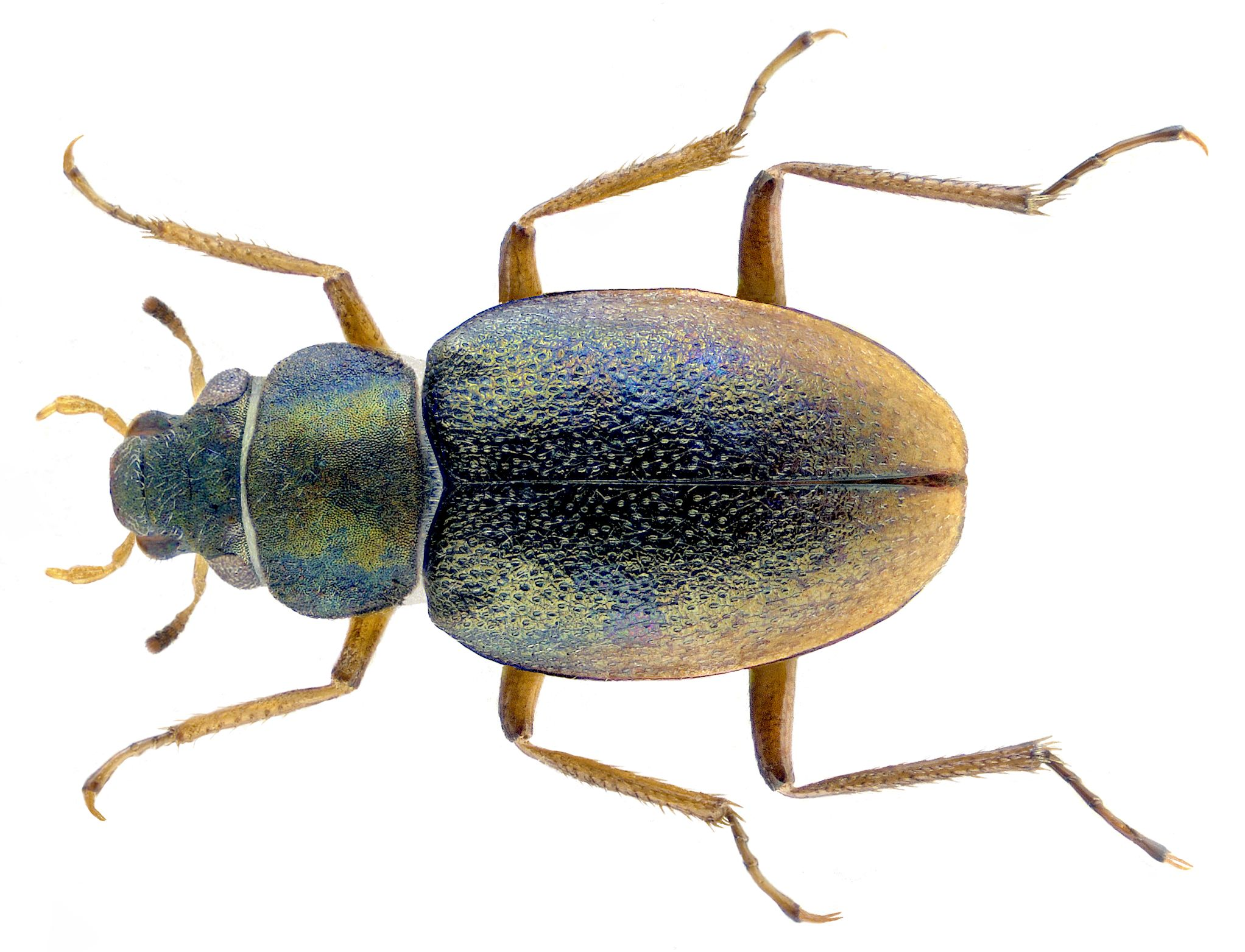
Ochthebius capicola

- Subfamília Hydraeninae
  - Coelometopon
  - Sicilicula
  - Prosthetops
  - Hydraenida
  - Parahydraenida
  - Parhydraena
  - Decarthrocerus
  - Mesoceration
  - Podaena
  - Homalaena
  - Orchymontia
  - Laeliana
  - Limnebius
  - Adelphydraena
  - Hydraena
- Subfamília Ochthebiinae
  - Gymnochthebius
  - Ochthebius
  - Micragasma
  - Neochthebius
  - Hughleechia
  - Meropathus
  - Tympanogaster
- Subfamília Orchymontiinae
- Subfamília Prosthetopinae